# Unterberg, Trg
Unterberg je naselje v Občini Trg v Okraju Trg na Koroškem v Avstriji.